# Deep Purple (álbum)
Deep Purple, también conocido como Deep Purple III para diferenciarlo de su primer álbum Shades of Deep Purple y, a la vez de su sucesor The Book of Taliesyn, es el tercer álbum de estudio de la banda inglesa de rock Deep Purple, publicado en junio de 1969 a través de Tetragrammaton Records en los Estados Unidos y en septiembre por Harvest Records en el Reino Unido. A su lanzamiento le precedió el sencillo «Emmaretta» y una gira por Inglaterra, cuyas fechas se intercalaron con las sesiones de grabación.
La música de este trabajo es principalmente una combinación de rock progresivo, hard rock y rock psicodélico, pero con un toque más pesado y con las partes de guitarra más pronunciadas que en el pasado, debido al incremento de composiciones del guitarrista Ritchie Blackmore y a la discrepancia sobre la fusión de música clásica y rock propuesta por el teclista Jon Lord, por lo que podría considerarse que Deep Purple es el primer álbum de la banda en sonar completamente a hard rock, incluso antes de las llegadas de Ian Gillan y Roger Glover, pero manteniendo, así como su sucesor In Rock, la estática de música clásica y rock pregresivo que caracterizó a esta primera alineación.
El grupo comenzó su segunda gira por los Estados Unidos en abril de 1969 con poco apoyo de Tetragrammaton, casi en bancarrota, y sin un disco que promocionar, debido a un retraso en su fabricación. Durante los conciertos, el quinteto mostró un notable progreso como intérpretes y una dirección musical orientada hacia un sonido más pesado y fuerte que antes; sin embargo, las dudas sobre la compatibilidad del vocalista Rod Evans con la música hard rock provocaron que los otros músicos decidieran buscar un sustituto, que fue el cantante Ian Gillan.
El álbum representó el menos exitoso de los tres grabados por la formación original y fue ignorado por los críticos tras su publicación, aunque reseñas posteriores han sido generalmente positivas y destacaron la variedad de estilos y los arreglos de las canciones.

## Trasfondo
A finales de 1968, Deep Purple había comenzado su primera gira por los Estados Unidos para promocionar su segundo álbum The Book of Taliesyn y regresó al Reino Unido el 3 de enero de 1969. En su país de origen, la banda no gozaba de la popularidad que tenía en Norteamérica, pero su éxito allí influyó en su reputación en casa, ya que gradualmente aumentó su popularidad y demanda. Sin embargo, sus lanzamientos aún no habían tenido impacto en el archipiélago y su último sencillo, una versión de «Kentucky Woman» de Neil Diamond, no entró en las listas pese a que había alcanzado los puestos 38 y 21 en los Estados Unidos y Canadá, respectivamente.
Su distribuidora estadounidense, Tetragrammaton Records, presionó al grupo para que grabara un sencillo que igualara la acogida de «Hush» y, por este motivo, el quinteto intentó complacer esa petición con la grabación de algunas versiones en un estudio de Nueva York en diciembre de 1968, pero sin resultados satisfactorios. Los músicos habían compuesto temas propios mucho más complejos para su segundo disco y hacer una canción que encajara en el rango de tres minutos era una dificultad.
Unos días después de terminar la gira estadounidense, Deep Purple ingresó con su productor habitual Derek Lawrence a los estudios De Lane Lea en Kingsway (Londres) para escribir y grabar nuevo material y resolver el problema del nuevo sencillo. Para este propósito, el teclista Jon Lord, el vocalista Rod Evans y el guitarrista Ritchie Blackmore compusieron «Emmaretta» (llamada así por la actriz Emmaretta Marks del musical Hair, a quien Evans había conocido en los Estados Unidos) y la grabaron el 7 de enero de 1969, después de cuatro tomas. La cara B para el mercado norteamericano fue «The Bird Has Flown», grabada ese mismo día, mientras que para el Reino Unido la seleccionada fue la pieza instrumental «Wring That Neck», incluida en The Book of Taliesyn. La gira británica comenzó el 6 de febrero en Birmingham, con un concierto transmitido por BBC Radio 1 y al que siguió una serie de actuaciones en clubes y universidades, y finalizó al mes siguiente.

## Composición y grabación

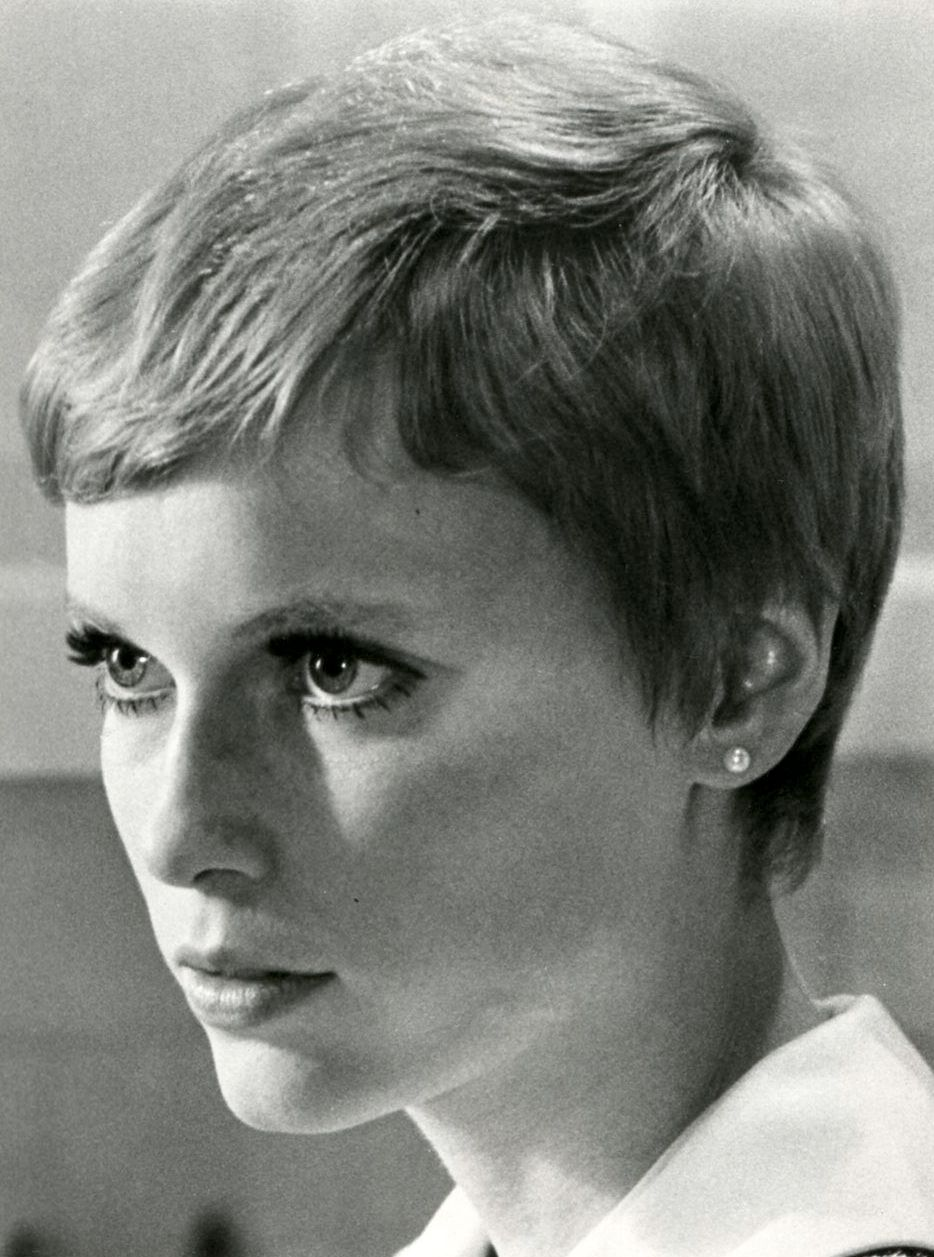
«Why Didn't Rosemary?» está basada en la película de Roman Polański Rosemary's Baby. En la imagen, la actriz Mia Farrow en el papel de Rosemary.

Durante el tiempo libre entre los conciertos, en el primer trimestre de 1969, los mánagers aprovecharon para reservar los estudios De Lane Lea para comenzar la grabación de un tercer álbum con Lawrence como productor y Barry Ainsworth como ingeniero de sonido. Debido a sus múltiples compromisos, la banda tuvo muy poco tiempo para componer y la mayoría de las pistas las escribió y ensayó en el propio estudio. De acuerdo con el bajista Nick Simper: «La grabación siempre fue un problema. Siempre nos faltaba material, básicamente por nuestro horario. El hecho de que Tetragrammaton nos acosara pidiendo material. Nunca tuvimos el lujo, como la mayoría de las bandas de ahora, de decir “esperad, necesitamos un poco de tiempo libre para pensar en cosas y tratar de ser creativos”». Por su parte, Blackmore agregó: «Realmente me molesta... Ir al estudio y “venga, tenéis que sacar un LP chicos. Tenéis que escribir una canción ¡hoy!”. Es simplemente ridículo».
Ante la presión, los músicos comenzaron a esforzarse por crear material original y finalmente encontraron ideas para siete temas, más que en cualquiera de sus dos primeros álbumes. La inspiración musical y lírica provino de diversas fuentes; así, «Chasing Shadows» se basa en ritmos africanos creados por el batería Ian Paice y «Blind» está influida por una pesadilla de Lord. Por su parte, la pieza instrumental «Fault Line» está inspirada en un terremoto que la banda había experimentado mientras se encontraba en Los Ángeles y presenta las líneas de batería de Paice invertidas, mientras que «Why Didn't Rosemary?» está basada en la película de Roman Polański Rosemary's Baby (1968). La única versión es la balada de Donovan «Lalena», que en otoño de 1968 había supuesto un top 40 para el intérprete en EE. UU. El disco termina con «April», compuesta por Blackmore sobre su mes de cumpleaños antes de que dieran comienzo las sesiones de grabación y cuya duración se extendería hasta los doce minutos después de la adición de una larga sección intermedia de música clásica a cargo de Lord.

## Estilo musical
Al igual que la mayor parte del material incluido en sus dos álbumes anteriores, las canciones de Deep Purple mezclan elementos de rock progresivo, hard rock y rock psicodélico, pero en esta ocasión con una atmósfera más oscura y barroca. En respuesta a que el público británico anhelaba más rock orientado hacia el blues, el grupo también incorporó estructuras de blues de doce compases en «The Painter» y «Why Didn't Rosemary?». Por otra parte, aunque «Emmaretta» era un tema pop rock compuesto para ser un sencillo, el sonido del resto del disco es más pesado y orientado a la guitarra que sus antecesores, similar a cómo sonaba el conjunto en vivo durante este período.
Lord había sido el principal compositor de los dos primeros trabajos y su educación e interés por fusionar música clásica y rock influyeron profundamente en la dirección tomada por la banda; Blackmore comparó su uso del órgano en esos lanzamientos con los del grupo The Nice, que tenía en sus filas a Keith Emerson como teclista. En Deep Purple, Lord mantuvo su influencia, que encontró su máxima expresión en las partes de clavecín de «Blind» y en la sección orquestal de «April». Sin embargo, su liderazgo disminuyó en esta grabación a medida que Blackmore obtenía más espacio para componer e interpretar solos de guitarra más largos. Nick Simper declaró más tarde que «había mucha presión por parte de Jon Lord para hacer este tipo de cosas semiclásicas [y] en realidad no nos rebelamos hasta el tercer álbum».
El rock psicodélico había sido otra influencia principal en los dos primeros discos, pero rápidamente pasó de moda, por lo que los músicos dejaron de explorar este subgénero en canciones como «The Painter» y «Bird Has Flown», y se orientaron por completo en el hard rock, algo que mantendrían en sus siguientes lanzamientos.

## Diseño artístico

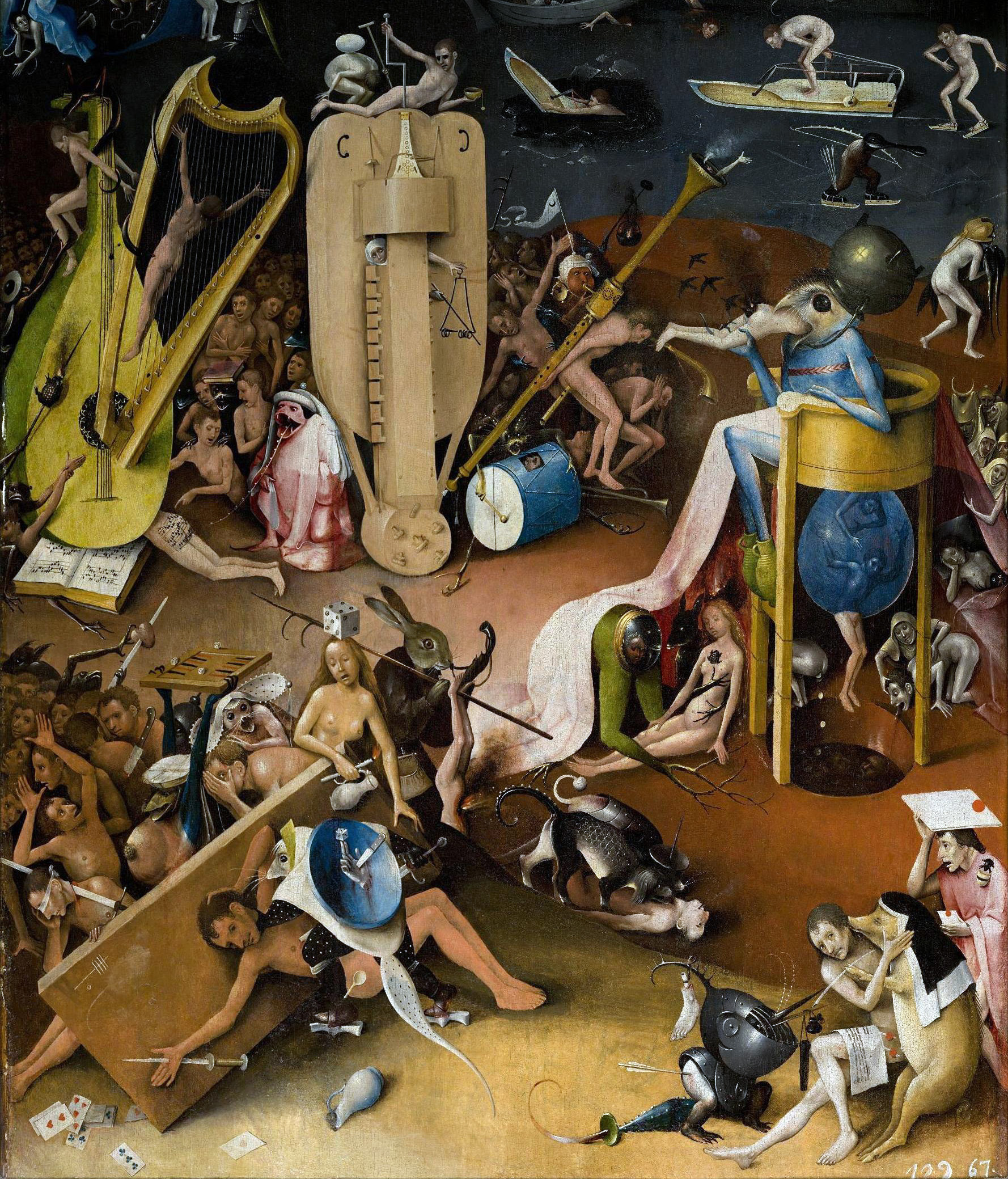
Detalle del panel derecho del tríptico El jardín de las delicias de El Bosco utilizado como portada.

Tetragrammaton publicó el álbum con una portada de una imagen segmentada de El jardín de las delicias de El Bosco. La discográfica tuvo dificultades por la utilización de la obra, ya que en los Estados Unidos la consideraban antirreligiosa y que presentaba escenas inmorales y, por lo tanto, muchas tiendas la rechazaron. Aunque la pintura original está en color, en el disco apareció de manera monocromática debido a un error de impresión del diseño original y la banda optó por mantenerlo así.

## Lanzamiento y promoción
Tetragrammaton Records llevaba solo un año en activo, pero estaba al borde de la bancarrota en los Estados Unidos, ya que su sólida base financiera inicial había disminuido por campañas de promoción costosas y estrategias comerciales fallidas. Deep Purple era la banda más notoria del sello, pero no había conseguido otro sencillo popular como «Hush» y su último lanzamiento, «Emmaretta», publicado justo a tiempo para su segunda gira estadounidense en abril de 1969, tampoco tuvo mucho éxito y no logró entrar en las listas. Las dificultades económicas de la discográfica provocaron un retraso en la publicación de Deep Purple, que saldría a la venta en los Estados Unidos en junio, justo después de la finalización de la gira.
Por su contra, su lanzamiento en el Reino Unido sería en noviembre, a través de Harvest Records, cinco meses después de la realización del Concerto for Group and Orchestra en el Royal Albert Hall de Londres, cuando el conjunto ya había modificado su formación. Respecto a Japón y Canadá, de su distribución se encargó Polydor Records en octubre.
Posteriormente, el disco sería reeditado, principalmente en Europa, y a menudo de manera conjunta con sus dos antecesores. La única reedición internacional fue la versión remasterizada en CD del 2000 publicada por EMI, que incluyó versiones alternativas de «The Bird Has Flown», «Emmaretta» e interpretaciones en directo de las sesiones para la BBC como pistas adicionales.

## Gira

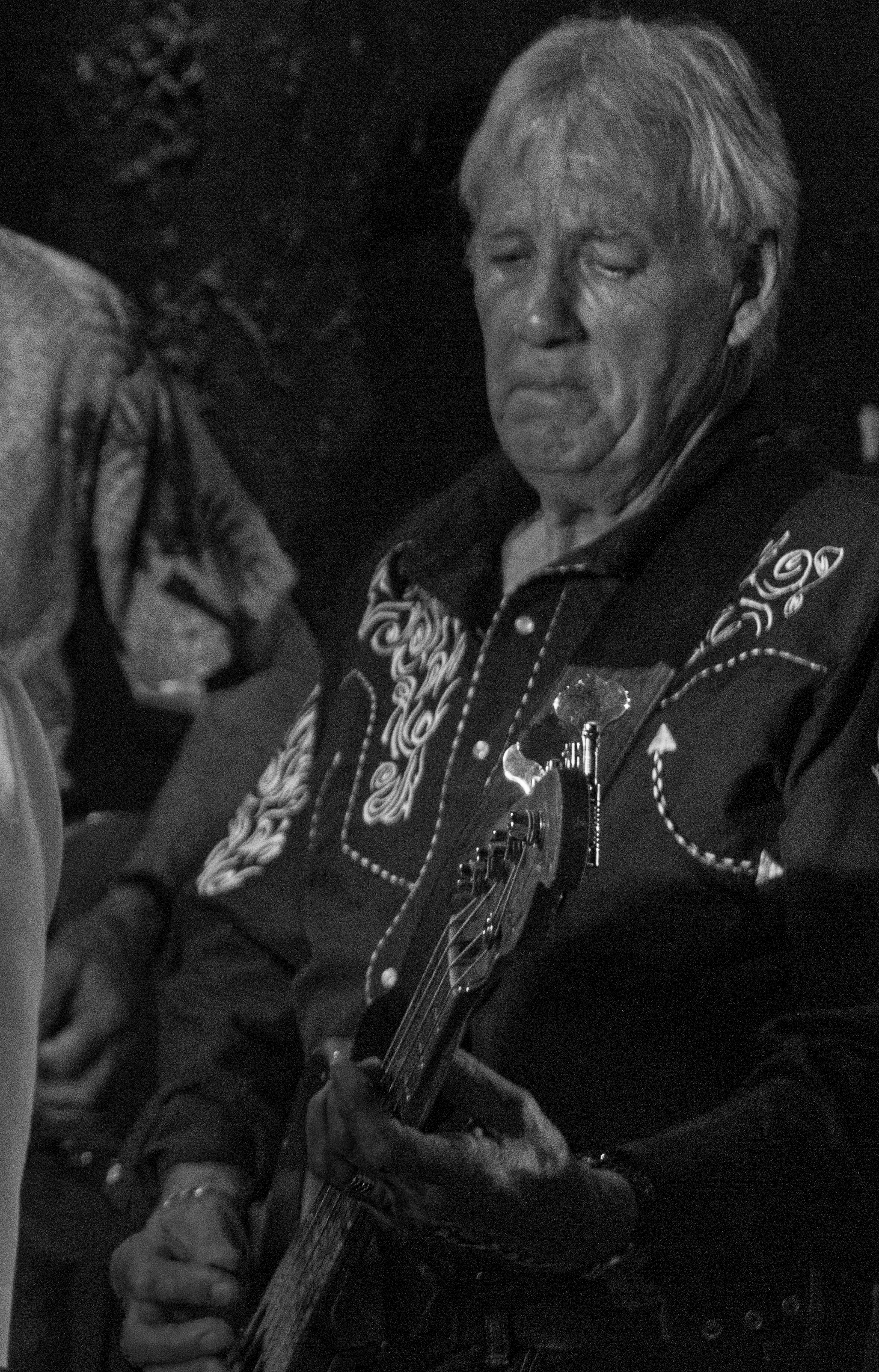
Deep Purple fue el último trabajo con Nick Simper (en la imagen) y Rod Evans.

Mientras la banda grababa Deep Purple y actuaba por el Reino Unido, sus mánagers habían llegado a un acuerdo para que ejerciera de telonera de The Rolling Stones en los Estados Unidos durante el segundo trimestre de 1969, aunque desafortunadamente dicho grupo decidió pasar más tiempo en Londres para grabar su álbum Let It Bleed y pospuso sus conciertos. Así, a principios de abril de 1969, el quinteto regresó a Norteamérica para iniciar una gira de dos meses como cabeza de cartel que, al igual que había sucedido en el Reino Unido, tuvo lugar en pequeños clubes y universidades. A su llegada a suelo estadounidense, el conjunto descubrió que Tetragrammaton aún no había encontrado los recursos para la fabricación del álbum y poco apoyo financiero pudo aportar a la gira; de hecho, el gerente John Coletta tuvo que regresar a Europa para reducir las facturas de los hoteles.
A pesar de que «Emmaretta» había tenido un bajo rendimiento comercial, Deep Purple mantuvo una buena reputación por sus directos en los Estados Unidos y los músicos habían tomado una dirección más fuerte y pesada, enfocada cada vez más en la interacción instrumental entre Blackmore y Lord. Este último había encontrado una manera de conectar su órgano Hammond con una pila de amplificadores Marshall para obtener un sonido clamoroso, al mismo volumen que la guitarra.
A pesar de haberse convertido en una banda muy competente en vivo, sus miembros tuvieron discusiones sobre la dirección que querían que tomara su música, sumado a que estaban insatisfechos con su situación financiera. Simper declaró más tarde que «una vez que comenzamos a ganar dinero, las amistades se fueron por la ventana» y señaló que Blackmore estaba particularmente molesto porque Lord y Evans ganaban más regalías que los demás porque habían compuesto la cara B del sencillo «Hush», «One More Rainy Day». Por otro lado, el guitarrista y Lord estaban cansados de que los clasificaran como «clones de Vanilla Fudge» y anhelaban un sonido más intenso, crudo y en general más pesado, similar al introducido por Led Zeppelin en su disco debut, que había tenido impacto a ambos lados del Atlántico tras su lanzamiento en enero de 1969. Ambos tenían la sensación de que Evans, con su «voz tierna y suave», no podría hacer frente a un material más fuerte y agresivo, además de que este tenía reservas sobre su permanencia en la formación debido a que deseaba mudarse permanentemente a los Estados Unidos. El conflicto también llegó a Simper, cuya forma de tocar había quedado anticuada, de acuerdo con Ian Paice, y no apta para la nueva dirección musical que querían seguir. Como resultado de estas tensiones, la comunicación entre los miembros del grupo fue mínima durante la gira y finalmente, en mayo, Lord y Blackmore acordaron cambiar la formación con el despido de Evans, pero la mantuvieron oculta hasta terminar todos los conciertos.

### Cambios en la formación
De vuelta al Reino Unido a principios de junio, la decisión de expulsar al vocalista tuvo que mantenerse en secreto hasta completar la gira promocional de The Book of Taliesyn. Blackmore aprovechó para contactar con su amigo Mick Underwood, entonces batería de Episode Six, que le recomendó a su vocalista, Ian Gillan, a quien el guitarrista y Lord conocieron en un concierto en Londres. Gillan, que no le veía futuro a su banda, estaba entusiasmado con ingresar a Deep Purple e involucró también al bajista Roger Glover, con quien formaba un dúo compositivo. De acuerdo con Simper, la llegada de Glover no estaba inicialmente planeada y su motivo fue su unión profesional con el vocalista. Evans, Simper y la gerencia de Episode Six no estaban al tanto de la decisión tomada, ni del hecho de que la nueva formación ya componía y ensayaba nuevas canciones. Entre las actuaciones por el archipiélago, el conjunto había aprovechado para ensayar el tema «Hallelujah» con Evans y Simper para su lanzamiento como sencillo, pero finalmente la grabaría en secreto el 7 de junio con Gillan y con Glover como músico de sesión. El último concierto con la formación original tuvo lugar en Cardiff el 4 de julio de 1969 y solo seis días más tarde, los dos nuevos miembros debutaron con Deep Purple en directo. Después de su despido, Evans ingresó como cantante de la agrupación de rock Captain Beyond, mientras que Simper demandó a la gerencia por la ruptura de su contrato y la disputa quedó solucionada económicamente fuera de los juzgados. Tiempo después, continuó su carrera musical con la creación del grupo Warhorse.

## Recepción
La prensa musical pasó prácticamente por alto a Deep Purple y tras su lanzamiento únicamente llegó hasta el puesto 162 del Billboard 200, bastante lejos de los alcanzados por sus antecesores. Los problemas financieros de Tetragrammaton fueron parcialmente culpables dada la mínima promoción del disco, pero la falta de un sencillo también representó un factor importante. En el Reino Unido, «Emmaretta» no convenció ni a la crítica ni al público y no logró entrar en las listas, mientras que el álbum fue ignorado en beneficio de Concerto for Group and Orchestra. Por su parte, en Alemania tuvo buenas ventas a lo largo de los años y en 1990 recibió un disco de oro.
Las reseñas posteriores fueron principalmente positivas; así, Bruce Eder de AllMusic lo llamó «uno de los álbumes de rock progresivo más reconfortantes de todos los tiempos y una visión exitosa de un camino musical que el grupo podría haber tomado, pero no lo hizo». Asimismo, destacó cómo la banda logró «combinar la emoción, la intensidad y la fuerza del primer heavy metal con la complejidad y el alcance intelectual del rock progresivo». Jedd Beaudoin de PopMatters apreció en su crítica el sonido más pesado de las canciones y observó cómo «Evans suena cada vez más fuera de lugar en una banda que cada vez se siente más cómoda con extenderse más allá de los confines del pop» y calificó a «April» no solo como «la más ambiciosa de todo el disco, sino posiblemente la mejor». Por su parte, el crítico Martin Popoff lo elogió por ser «más fuerte, más agresivo y mucho mejor grabado» que «cualquiera de los dos primeros trabajos» y por mostrar «a una agrupación que se distingue», con la excepción de Evans, «por ser intérpretes contundentes».

## Lista de canciones
| Cara A |                               |                                             |          |  |
| N.º    | Título                        | Escritor(es)                                | Duración |  |
| 1.     | «Chasing Shadows»             | Jon Lord, Ian Paice                         | 5:34     |  |
| 2.     | «Blind»                       | Lord                                        | 5:26     |  |
| 3.     | «Lalena» (versión de Donovan) | Donovan Leitch                              | 5:05     |  |
| 4.     | «Fault Line» (instrumental)   | Ritchie Blackmore, Lord, Paice, Nick Simper | 1:46     |  |
| 5.     | «The Painter»                 | Blackmore, Rod Evans, Lord, Paice, Simper   | 3:51     |  |

| Cara B |                        |                                       |          |  |
| N.º    | Título                 | Escritor(es)                          | Duración |  |
| 6.     | «Why Didn't Rosemary?» | Blackmore, Evans, Lord, Paice, Simper | 5:04     |  |
| 7.     | «Bird Has Flown»       | Blackmore, Evans, Lord                | 5:36     |  |
| 8.     | «April»                | Blackmore, Lord                       | 12:10    |  |
| 44:34  |                        |                                       |          |  |

| Pistas adicionales de la remasterización en CD |                                                        |                                       |          |  |
| N.º                                            | Título                                                 | Escritor(es)                          | Duración |  |
| 9.                                             | «The Bird Has Flown» (versión alternativa)             | Blackmore, Evans, Lord                | 2:54     |  |
| 10.                                            | «Emmaretta» (cara B)                                   | Blackmore, Evans, Lord                | 3:00     |  |
| 11.                                            | «Emmaretta» (BBC Top Gear; 14 de enero de 1969)        | Blackmore, Evans, Lord                | 3:09     |  |
| 12.                                            | «Lalena» (BBC radio session; 24 de junio de 1969)      | Leitch                                | 3:33     |  |
| 13.                                            | «The Painter» (BBC radio session; 24 de junio de 1969) | Blackmore, Evans, Lord, Paice, Simper | 2:18     |  |

Fuente: EMI.

## Créditos
| - Rod Evans - voz - Ritchie Blackmore - guitarra - Jon Lord - órgano Hammond, piano, clavecín, coros, arreglos de cuerda en «April» - Nick Simper - bajo y coros - Ian Paice - batería | - Derek Lawrence - producción, mezcla - Barry Ainsworth - ingeniería - El Bosco - portada |

Fuente: EMI.

## Posición en las listas
| País           | Lista         | Mejor posición | Ref.  |
| -------------- | ------------- | -------------- | ----- |
| Estados Unidos | Billboard 200 | 162            | [ 5 ] |

## Certificación
| País     | Certificación | Ventas  | Ref.   |
| -------- | ------------- | ------- | ------ |
| Alemania | Oro           | 250 000 | [ 57 ] |